# Чишмабаш
 Чишмабаш  — деревня в Актанышском районе Татарстана. Входит в состав Старобайсаровского сельского поселения.

## География
Находится в восточной части Татарстана на расстоянии приблизительно 27 км по прямой на юго-запад от районного центра села Актаныш у речки Сюнь.

## История
Основана в 1920-х годах.

## Население
Постоянных жителей было: в 1926 — 17, в 1938—361, в 1949—247, в 1958—224, в 1970—313, в 1979—262, в 1989—168, в 2002 − 171 (татары 98 %), 151 в 2010.